# Вторичный источник электропитания

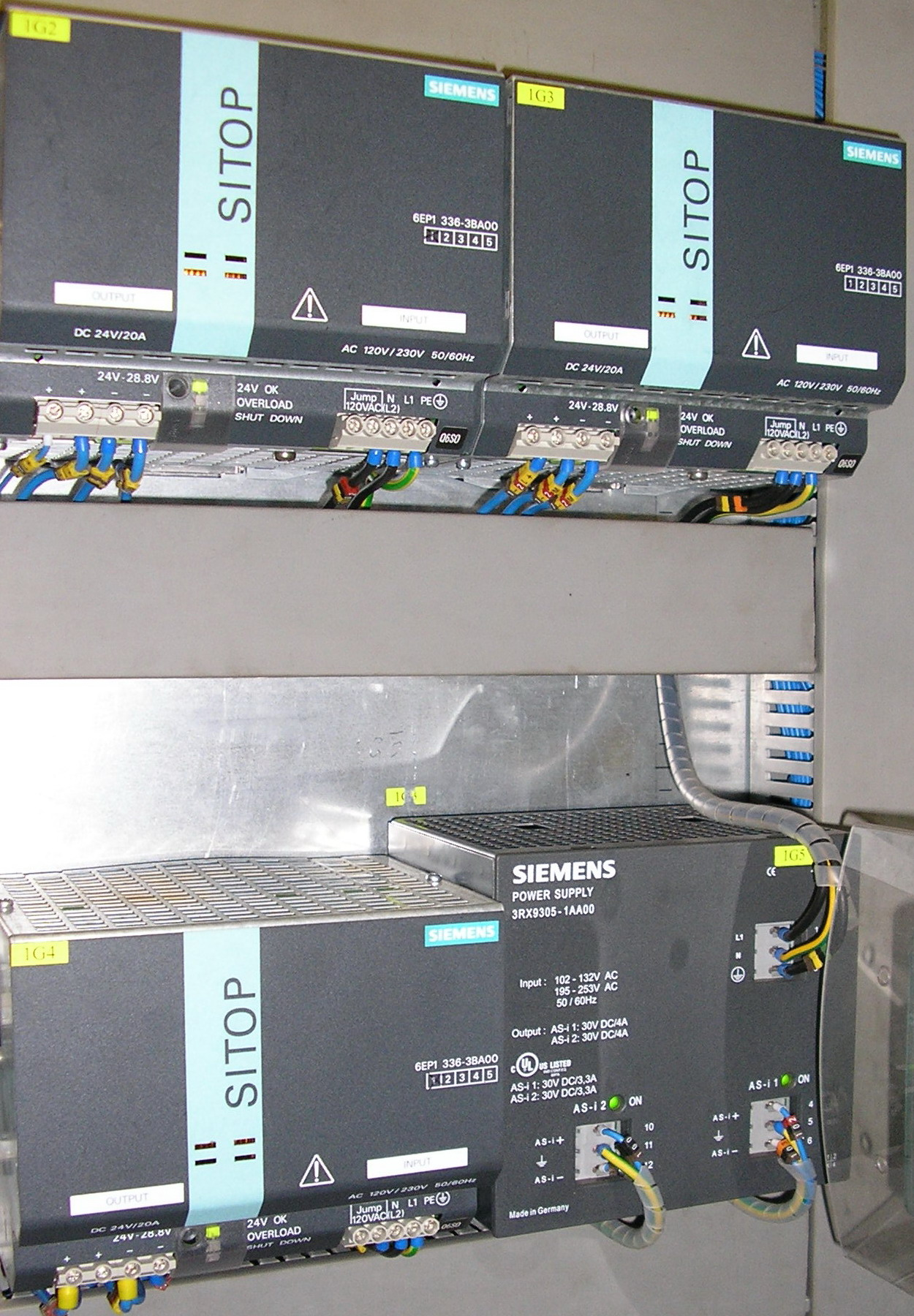
Промышленные блоки электропитания Siemens SITOP Power на 24…28 вольт постоянного тока. Нижний правый — БП для AS-i интерфейса

Вторичный источник электропитания — устройство, которое преобразует электроэнергию основного источника электроснабжения (например, промышленной сети) в электроэнергию с параметрами, необходимыми для функционирования вспомогательных устройств. Различают стабилизированные и нестабилизированные вторичные источники электропитания.
Источник вторичного электропитания может быть встроенным в общую схему (обычно в простых устройствах; либо когда требуется регулирование (установка, изменение) и стабилизация напряжения в определённом диапазоне, в том числе динамически — например, материнские платы разнообразных компьютеров имеют встроенные преобразователи напряжения для питания ЦП и др. различных ИМС, блоков и ПУ; либо когда недопустимо даже незначительное падение напряжения на подводящих проводах), выполненным в виде модуля (блока питания, стойки электропитания и так далее), или даже расположенным в отдельном помещении (цехе электропитания).

## Задачи вторичного источника электропитания
- Обеспечение передачи мощности — источник электропитания должен обеспечивать передачу заданной мощности с наименьшими потерями и соблюдением заданных характеристик на выходе без вреда для себя. Обычно мощность источника питания берут с некоторым запасом.
- Преобразование формы напряжения — преобразование переменного напряжения в постоянное, и наоборот, а также преобразование частоты, формирование импульсов напряжения и т. д. Чаще всего необходимо преобразование переменного напряжения промышленной частоты в постоянное.
- Преобразование величины напряжения — как повышение, так и понижение. Нередко необходим набор из нескольких напряжений различной величины, для питания различных цепей.
- Стабилизация — напряжение, ток и другие параметры на выходе источника питания должны лежать в определённых пределах, в зависимости от его назначения при влиянии большого количества дестабилизирующих факторов: изменения напряжения на входе, тока нагрузки и так далее. Чаще всего необходима стабилизация напряжения на нагрузке, однако иногда (например, для зарядки аккумуляторов) необходима стабилизация тока.
- Защита — напряжение, или ток нагрузки в случае неисправности (например, короткого замыкания) каких-либо цепей может превысить допустимые пределы и вывести электроприбор, или сам источник питания из строя. Также во многих случаях требуется защита от прохождения тока по неправильному пути: например прохождения тока через землю при прикосновении человека или постороннего предмета к токоведущим частям.
- Гальваническая развязка цепей — одна из мер защиты от протекания тока по неверному пути.
- Регулировка — в процессе эксплуатации может потребоваться изменение каких-либо параметров для обеспечения правильной работы электроприбора.
- Управление — может включать регулировку, включение/отключение каких-либо цепей, или источника питания в целом. Может быть как непосредственным (с помощью органов управления на корпусе устройства), так и дистанционным, а также программным (обеспечение включения/выключения, регулировка в заданное время или с наступлением каких-либо событий).
- Контроль — отображение параметров на входе и на выходе источника питания, включения/выключения цепей, срабатывания защит. Также может быть непосредственным или дистанционным.

Чаще всего перед вторичными источниками питания стоит задача преобразования электроэнергии из сети переменного тока промышленной частоты (например, в России — 230 В 50 Гц, в США — 120 В 60 Гц).
Наиболее часто встречаемые конструкции — трансформаторные, работающие на частоте питающей сети или на повышенной частоте (импульсные).

## Трансформаторный

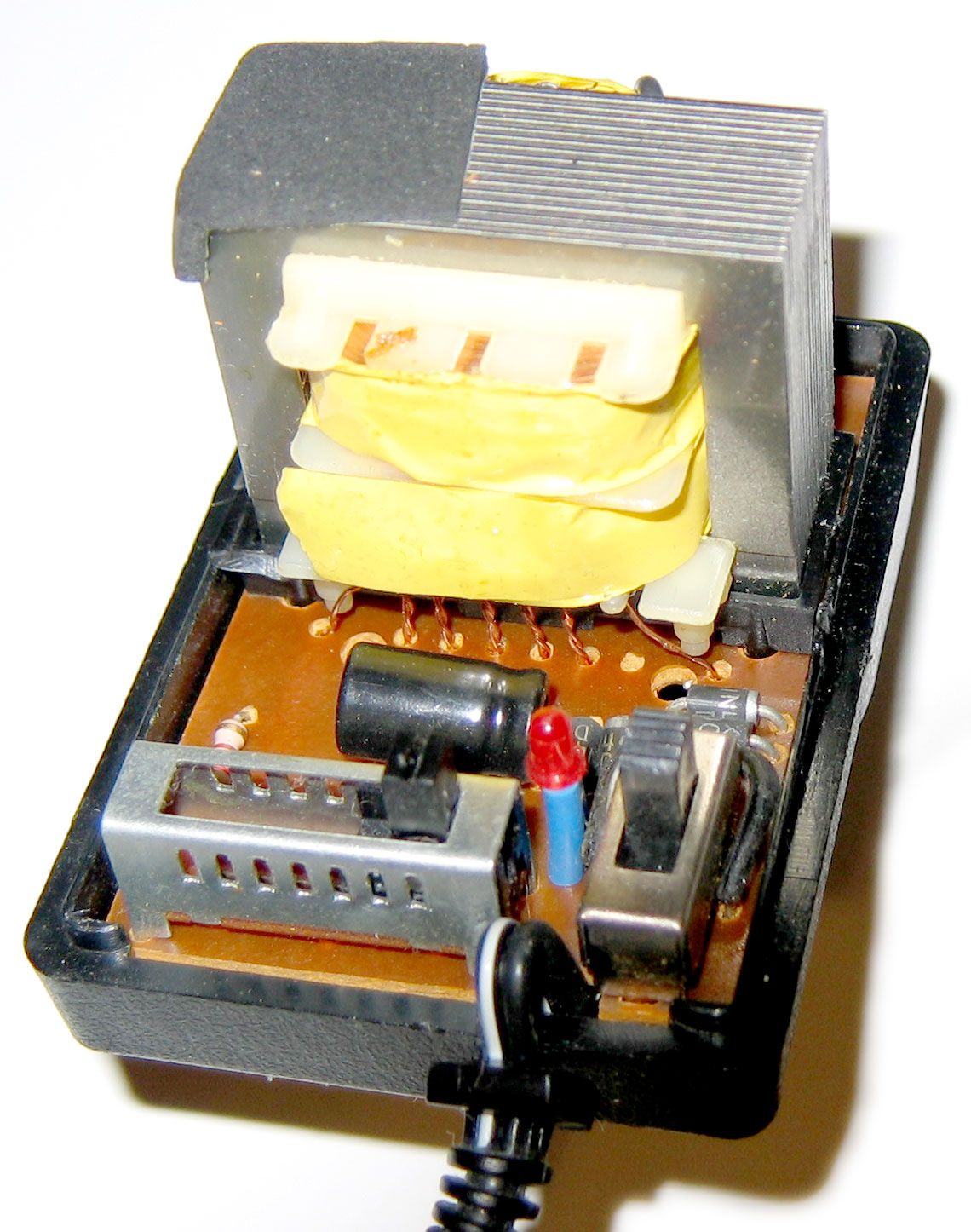
Линейный блок питания

Схема простейшего трансформаторного источника питания без стабилизации с двухполупериодным выпрямителем

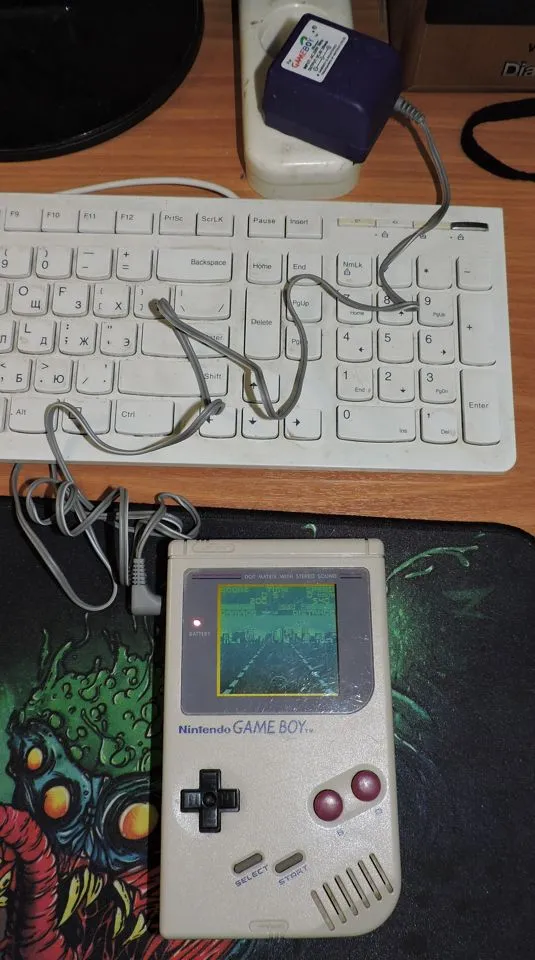
Игровая консоль «Game Boy», подключённая к блоку питания

Классическим блоком питания является трансформаторный БП, выполненный по линейной схеме. В общем случае он состоит из понижающего трансформатора или автотрансформатора, у которого первичная обмотка рассчитана на сетевое напряжение. Ко вторичной обмотке подключен выпрямитель, преобразующий переменное напряжение в постоянное (пульсирующее однонаправленное). В большинстве случаев выпрямитель состоит из четырёх диодов, образующих диодный мост (двухполупериодный выпрямитель), реже — из одного диода (однополупериодный выпрямитель). Иногда используются и другие схемы, например, в выпрямителях с удвоением напряжения. После выпрямителя устанавливается фильтр, сглаживающий колебания (пульсации). В простейшем виде он представляет собой конденсатор большой ёмкости.
Также в схеме могут быть установлены фильтры высокочастотных помех, всплесков (варисторы), защиты от короткого замыкания (КЗ), стабилизаторы напряжения и тока.

### Габариты трансформатора
Из 3-го уравнения Максвелла {\displaystyle \textstyle \mathrm {rot} \,{\vec {E}}=-{\frac {\partial {\vec {B}}}{\partial t}},} являющегося математической записью закона электромагнитной индукции Фарадея следует, что ЭДС {\displaystyle E_{1}}, наводимая в одном витке обмотки, охватывающем изменяющийся во времени магнитный поток {\displaystyle \Phi }, равна:
{\displaystyle E_{1}={\frac {d\Phi }{dt}}~.}
При синусоидальном изменении {\displaystyle \Phi } вида:
{\displaystyle \Phi (t)=\Phi _{0}\cdot \sin(\omega t)~,}
где:
{\displaystyle \Phi _{0}} — амплитудное (максимальное) значение {\displaystyle \Phi };
{\displaystyle \omega } — угловая частота;
{\displaystyle t} — время.
Отсюда следует:
{\displaystyle E_{1}(t)=\Phi _{0}\cdot \omega \cdot \cos(\omega t)~.}
Магнитный поток связан с магнитной индукцией {\displaystyle B} формулой:
{\displaystyle \Phi =B\cdot S~,}
где {\displaystyle S} — площадь витка.
При практически важном в трансформаторах синусоидальном изменении {\displaystyle B(t)} по закону:
{\displaystyle B(t)=B_{0}\cdot \sin(\omega t)~,}
где {\displaystyle B_{0}} — амплитудное (максимальное) значение индукции в сердечнике (магнитопроводе) трансформатора.
Поэтому ЭДС одного витка вторичной обмотки в трансформаторах, первичная обмотка которых питается синусоидальным током и ферромагнитный магнитопровод которых не заходит в магнитное насыщение выражается формулой:
{\displaystyle E_{1}(t)=B_{0}\cdot S\cdot \omega \cdot \cos(\omega t)~.}
На практике и при расчётах трансформаторов применяется не амплитудное, а среднеквадратическое (эффективное) значение ЭДС или напряжения, которое в случае синусоидального изменения связано с амплитудным значением ЭДС выражением:
{\displaystyle E_{\text{eff}}={\frac {\sqrt {2}}{2}}E_{0}~.}
Подставляя последнюю формулу в выражение ЭДС для одного витка и учитывая, что
{\displaystyle \omega =2\pi f,} {\displaystyle f} — частота, имеем основную формулу для расчёта числа витков обмоток трансформатора, так как ЭДС обмотки прямо пропорционально числу витков в обмотке:
{\displaystyle E_{\text{eff 1}}={\sqrt {2}}\cdot \pi \cdot B_{0}\cdot S\cdot f\approx 4,43B_{0}Sf}
где {\displaystyle E_{\text{eff 1}}} — эффективная ЭДС одного витка.
Мощность {\displaystyle P}, отдаваемая вторичной обмоткой трансформатора:
{\displaystyle P=U\cdot I~,}
где:
{\displaystyle U} — напряжение обмотки под нагрузкой;
{\displaystyle I} — ток обмотки.
Так как максимальный ток обмотки ограничен предельной плотностью тока в проводниках обмотки при заданном их сечении и {\displaystyle U\sim E_{\text{eff 1}}}, то из этого следует, что для повышения мощности трансформатора без изменения его размеров следует повышать {\displaystyle B_{0}} и/или {\displaystyle f}.
Существенному повышению {\displaystyle B_{0}} препятствует явление магнитного насыщения сердечника. При насыщении, которое наступает в экстремумах тока первичной обмотки в течение периода, из чего следует что: во-первых, падает реактивное сопротивление первичной обмотки, что вызывает увеличение тока холостого хода и увеличение нагрева обмотки за счёт омического сопротивления, и, во-вторых, увеличиваются потери на гистерезис, вызванные перемагничиванием магнитопровода, так как увеличивается площадь петли гистерезиса, что вызывает повышение потерь на тепло в магнитопроводе.
С точки зрения потерь в магнитопроводе следует как можно больше снижать максимальную индукцию в магнитопроводе ({\displaystyle B_{m}}), но такой подход экономически нецелесообразен, так как при прочих равных увеличивает габариты и материалоёмкость трансформатора. Поэтому {\displaystyle B_{m}} в магнитопроводе выбирают исходя из разумного компромисса, причём для трансформаторов малой мощности {\displaystyle B_{m}} увеличивают, а для мощных трансформаторов — уменьшают. Это обусловлено тем, что магнитопровод у малогабаритного трансформатора охлаждается эффективнее, чем у крупных трансформаторов. Для электротехнических сталей в трансформаторах промышленной частоты {\displaystyle B_{m}} выбирают в пределах 1,1—1,35 Тл в трансформаторах мощностью до сотен Вт и от 0,7 до 1,0 Тл для мощных трансформаторов распределительных подстанций.
Исходя из {\displaystyle B_{m}} применяется практическая формула, полученная подстановкой в теоретическое значение ЭДС витка заданного значения {\displaystyle B_{m}} и частоты 50 Гц:
{\displaystyle E_{\text{eff 1}}={\frac {S}{33...70}}~.}
Здесь {\displaystyle S} выражено в см2, {\displaystyle E_{\text{eff 1}}} — в вольтах. Меньшие значения знаменателя выбирают для маломощных трансформаторов, большие — для мощных.
Другой путь повышения мощности трансформатора — повышение рабочей частоты. Приблизительно можно считать, что при заданных размерах трансформатора его мощность прямо пропорциональна рабочей частоте. Поэтому увеличение частоты в {\displaystyle k} раз при неизменной мощности позволяет уменьшить размеры трансформатора в {\displaystyle \sim {\sqrt {k}}} раз (площадь сечения магнитопровода уменьшается в {\displaystyle \sim k} раз), или, соответственно, его массу в {\displaystyle \sim {\sqrt[{3/2}]{k}}} раз.
В частности, в том числе и по этим соображениям, в силовых бортовых сетях летательных аппаратов и судов обычно применяется частота 400 Гц с напряжением 115 В.
Но повышение частоты ухудшает магнитные свойства магнитопроводов, в основном из-за увеличения потерь на гистерезис, поэтому при рабочих частотах свыше единиц кГц применяют ферродиэлектрические магнитопроводы трансформаторов, например, ферритовые или изготовленные из карбонильного железа.
Современные источники вторичного электропитания различной бытовой техники, компьютеров, принтеров и др. сейчас в большинстве случаев выполняются по схемам импульсных источников и практически полностью вытеснили классические трансформаторы. В таких источниках гальваническое разделение питаемой цепи и питающей сети, получение набора необходимых вторичных напряжений, производится посредством высокочастотных трансформаторов с ферритовыми сердечниками. Источником высокочастотного напряжения являются импульсные ключевые схемы с полупроводниковыми ключами, обычно транзисторными. Применение таких устройств, часто называемых инверторами позволяет многократно снизить массу и габариты устройства, а также, дополнительно повысить качество и надёжность электропитания, так как импульсные источники менее критичны к качеству электропитания в первичной сети, — они менее чувствительны к всплескам и провалам сетевого напряжения, и изменениям его частоты.

### Достоинства и недостатки
Достоинства трансформаторных БП.
- Простота конструкции.
- Надёжность.
- Меньшая чувствительность к импульсным перенапряжениям в сети: чтобы вывести такой блок питания из строя, импульс должен повредить межвитковую изоляцию сетевого трансформатора.
- Отсутствие создаваемых радиопомех[прим 1] (в отличие от импульсных, создающих помехи за счёт гармонических составляющих[3]).

Недостатки трансформаторных БП.
- Большой вес и габариты, пропорционально мощности.
- Компромисс между снижением КПД и стабильностью выходного напряжения: для обеспечения стабильного напряжения требуется стабилизатор, вносящий дополнительные потери.

### Применение
Линейные блоки питания широко используются в различных низковольтных электроприборах. В просторечии их часто называют адаптерами питания или просто адаптерами. Зарядные устройства имеют аналогичную конструкцию и также могут применяться в качестве блоков питания.

## Импульсный источник питания

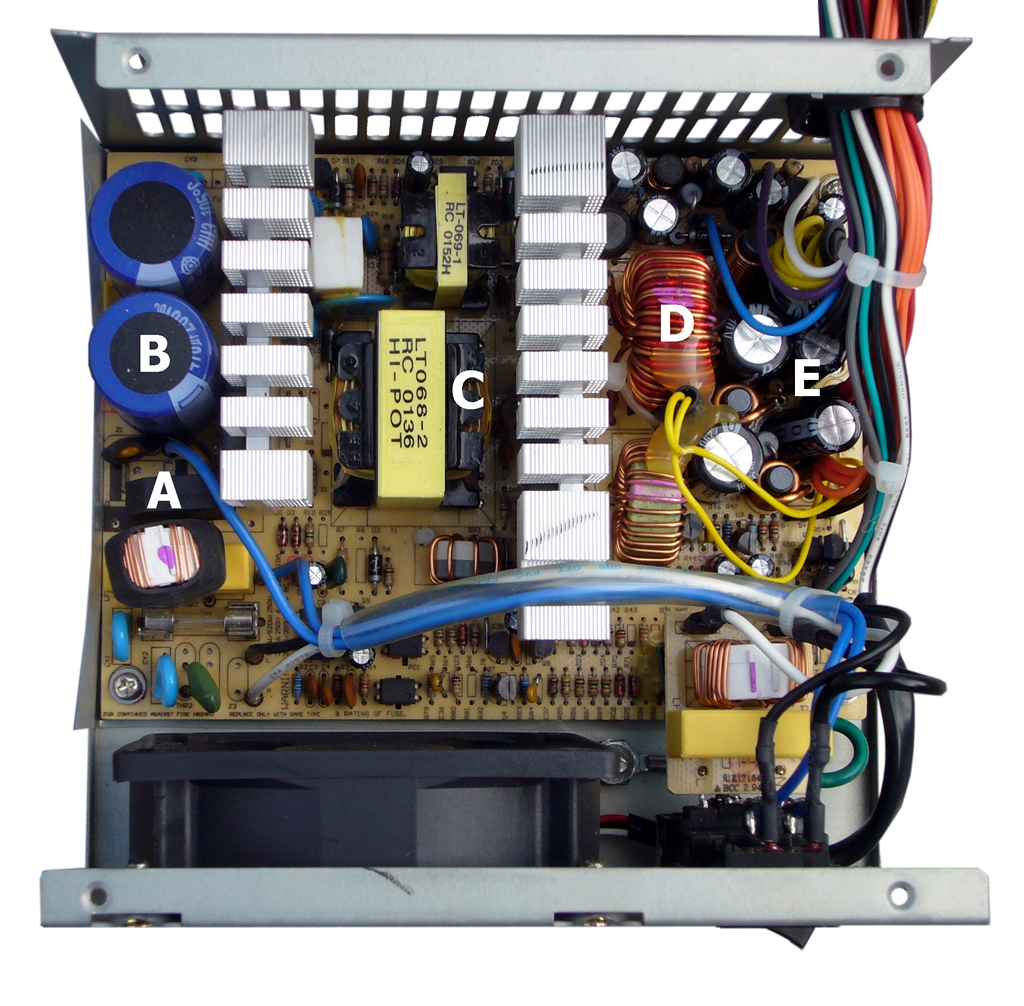
Импульсный блок питания компьютера (ATX) со снятой крышкой
A — входной выпрямитель. Ниже виден входной фильтр
B — входные сглаживающие конденсаторы. Правее виден радиатор высоковольтных транзисторов
C — импульсный трансформатор. Правее виден радиатор низковольтных ключей
D — дроссель групповой стабилизации (ГДС)
E — конденсаторы выходного фильтра

Импульсные блоки питания являются инверторной системой. В импульсных блоках питания переменное входное напряжение сначала выпрямляется. Полученное постоянное напряжение преобразуется в прямоугольные импульсы повышенной частоты и определённой скважности, либо подаваемые на трансформатор (в случае импульсных БП с гальванической развязкой от питающей сети) или напрямую на выходной фильтр нижних частот (в импульсных БП без гальванической развязки). В импульсных БП могут применяться малогабаритные трансформаторы — это объясняется тем, что с ростом частоты повышается эффективность работы трансформатора и уменьшаются требования к габаритам (сечению) сердечника, требуемым для передачи эквивалентной мощности. В большинстве случаев такой сердечник может быть выполнен из ферромагнитных материалов, в отличие от сердечников низкочастотных трансформаторов, для которых используется электротехническая сталь.
В импульсных блоках питания стабилизация напряжения обеспечивается посредством отрицательной обратной связи. Обратная связь позволяет поддерживать выходное напряжение на относительно постоянном уровне вне зависимости от колебаний входного напряжения и величины нагрузки. Обратную связь можно организовать разными способами. В случае импульсных источников с гальванической развязкой от питающей сети наиболее распространёнными способами являются использование связи посредством одной из выходных обмоток трансформатора или при помощи оптрона. В зависимости от величины сигнала обратной связи (зависящего от выходного напряжения), изменяется скважность импульсов на выходе ШИМ-контроллера. Если развязка не требуется, то, как правило, используется простой резистивный делитель напряжения. Таким образом, блок питания поддерживает стабильное выходное напряжение.

### Достоинства и недостатки
Достоинства импульсных БП
Сравнимые по выходной мощности с линейными стабилизаторами соответствующие им импульсные стабилизаторы обладают следующими основными достоинствами:
- меньшим весом за счёт того, что с повышением частоты можно использовать трансформаторы меньших размеров при той же передаваемой мощности. Масса линейных стабилизаторов складывается в основном из мощных тяжёлых низкочастотных силовых трансформаторов и мощных радиаторов силовых элементов, работающих в линейном режиме. Кроме того, благодаря повышенной частоте преобразования, значительно уменьшаются габариты фильтра выходного напряжения (можно использовать конденсаторы значительно меньшей ёмкости, чем для выпрямителей, работающих на промышленной частоте). Сам выпрямитель может быть выполнен по простейшей однополупериодной схеме, без риска увеличения пульсаций выходного напряжения;
- значительно более высоким КПД (вплоть до 90-98 %) за счёт того, что основные потери в импульсных стабилизаторах связаны с переходными процессами в моменты переключения ключевого элемента. Поскольку основную часть времени ключевые элементы находятся в одном из устойчивых состояний (то есть либо включён, либо выключен) потери энергии минимальны[4];
  - из этого прямо следует, что, при одной и той же схемотехнике и элементной базе, КПД растёт с понижением частоты преобразования, так как переходные процессы занимают пропорционально меньшую часть времени. При этом, однако, растут габариты моточных элементов — но это даёт и выигрыш, из-за снижения омических потерь.
- меньшей стоимостью, благодаря массовому выпуску унифицированной элементной базы и разработке ключевых транзисторов высокой мощности. Кроме этого следует отметить значительно более низкую стоимость импульсных трансформаторов при сравнимой передаваемой мощности, и возможность использования менее мощных силовых элементов, поскольку режим их работы ключевой;
- сравнимой с линейными стабилизаторами надёжностью.
Блоки питания вычислительной техники, оргтехники, большинства бытовой электроники почти исключительно импульсные («черная» бытовая электроника, такая, как телевизоры и плееры, как правило имеет импульсный БП с полной гальванической развязкой и оптроном). Линейные БП сохранились в основном только в следующих областях:
  - для питания слаботочных плат управления бытовой техники вроде стиральных машин, микроволновых печей и отопительных котлов и колонок. При этом БП слаботочной платы управления стиральных и посудомоечных машин Electrolux/Zanussi/AEG (эти три наименования представляют собой пример ребрендинга, технически изделия — одинаковы и имеют взаимозаменяемые ремонтные узлы и запчасти) образца примерно 2010 года — импульсные, равно как и БП слаботочной платы кофемашин Philips Saeco. Эти импульсные БП не имеют гальванической развязки («ноль», а иногда даже и «фаза» входящего от вилки кабеля 220В является «схемной землёй» слаботочной схемы, объединение «фазы» с «землёй слаботочки» сделано для упрощения схем управления реле/симисторами и избежания подвода некоммутированной «фазы» к механическим узлам изделия, что снижает электробезопасность — к механическим узлам подводится только «ноль» и «фаза после реле/симистора», при закрытом реле/симисторе опасный для жизни удар током невозможен) для экономии на оптроне, и занимают на плате площадь, сравнимую с размером сигаретной зажигалки. БП слаботочной части отопительных котлов Buderus Logamax (с платой UBA H3) — классические линейные, с большим трансформатором и полной гальванической развязкой стороны 220В со слаботочкой через 3 оптрона (управление мотором дымососа, управление мотором циркуляционного насоса, и снятие показания с ионизационного электрода контроля пламени — схема, связанная с этим электродом, находится на стороне 220В, более того, экономия на деталях и упрощение именно этой схемы приводит к «фазозависимости» котла — ему НЕ все равно, какой стороной воткнута в питающую розетку его вилка 220В, ибо простейшей однотранзисторной схеме ИЭКП требуется, чтобы на электрод подавалось именно 220В, а не «ноль», относительно «жёлто-зелёной земли»).
  - для маломощных управляющих устройств высокой и сверхвысокой надёжности, рассчитанной на многолетнюю непрерывную эксплуатацию при отсутствии обслуживания или затруднённом обслуживании, как, например, цифровые вольтметры в электрощитах, или автоматизация производственных процессов,
  - для питания высококачественных усилителей низкой частоты (УНЧ).
- широким диапазоном питающего напряжения и частоты, недостижимым для сравнимого по цене линейного. На практике это означает возможность использования одного и того же импульсного БП для носимой цифровой электроники в разных странах мира — Россия/США/Англия, сильно отличных по напряжению и частоте в стандартных розетках.
- наличием в большинстве современных БП встроенных цепей защиты от различных непредвиденных ситуаций, например от короткого замыкания и от отсутствия нагрузки на выходе.

Недостатки импульсных БП
- Работа основной части схемы без гальванической развязки от сети, что осложняет ремонт БП.
- Импульсные блоки питания являются источником высокочастотных помех, как видно из принципа работы. Увеличивающие габарит и стоимость БП дополнительные схемы помехоподавления не устраняют помехи полностью, лишь уменьшают их уровень. Это затрудняет применение импульсных БП для питания чувствительной к помехам (например радиоприёмной или измерительной) аппаратуры [3].
- Как правило, импульсные блоки питания имеют ограничение на минимальную мощность нагрузки. Если мощность нагрузки ниже минимальной, блок питания либо не запускается, либо параметры выходных напряжений (величина, стабильность) могут не укладываться в допустимые отклонения.
- В распределённых системах электропитания: эффект гармоник кратных трём. При наличии эффективно действующих корректоров фактора мощности и фильтров во входных цепях этот недостаток обычно не актуален.